# سیارک ۳۷۲۷
سیارک ۳۷۲۷ (به انگلیسی: 3727 Maxhell، نامگذاری:1981PQ) سه هزار و هفتصد و بیست و هفتمین سیارک کشف شده‌است که در ۷ اوت ۱۹۸۱ کشف شد.
قدر مطلق سیارک برابر ۱۱٫۴۰ است.